# Wimpernzeichen
Das Wimpernzeichen, auch Zilienzeichen (signe des cils), ist ein klinisches Zeichen in der Neurologie und Neuroophthalmologie, das im Rahmen verschiedener Erkrankungen auftreten kann. 
Das Wimpernzeichen ist positiv, wenn auch bei maximalem Lidschluss der Augen noch Wimpern zu sehen sind. Dies kann sowohl durch eine Lähmung der Lidschlussmuskulatur als auch durch eine Schädigung des die entsprechende Muskulatur versorgenden Gesichtsnerven verursacht werden. Das Wimpernzeichen ist typisch für eine milde periphere oder nukleäre Fazialisparese. Zudem kann es Zeichen zahlreicher Muskelerkrankungen wie der fazioskapulohumeralen Muskeldystrophie sein. Es ist als Symptom Bestandteil der so genannten Facies myopathica. Auch bei der Myasthenia gravis, einer Erkrankung, bei der es durch Bildung von Autoantikörpern zu einer Störung der Übertragung des elektrischen Impulses (dem Aktionspotential) vom Nerven auf den Muskel kommt, kann das Wimpernzeichen positiv sein.